# Rue Cazin
La rue Cazin est une voie de la commune française de Reims, située dans le département de la Marne (département), en région Grand Est.

## Situation et accès
La voie est à sens unique.

## Origine du nom
Elle porte le nom du Hubert Cazin, libraire et éditeur rémois depuis 1878.

## Historique
Dans le quartier qui se développait en 1870 elle prit le nom de rue Coche, propriétaire des terrains qui permirent d'ouvrir la rue.

## Bâtiments remarquables et lieux de mémoire
Elle dessert l'église Sainte-Geneviève de Reims, l'entrée de l'école Saint-Michel.

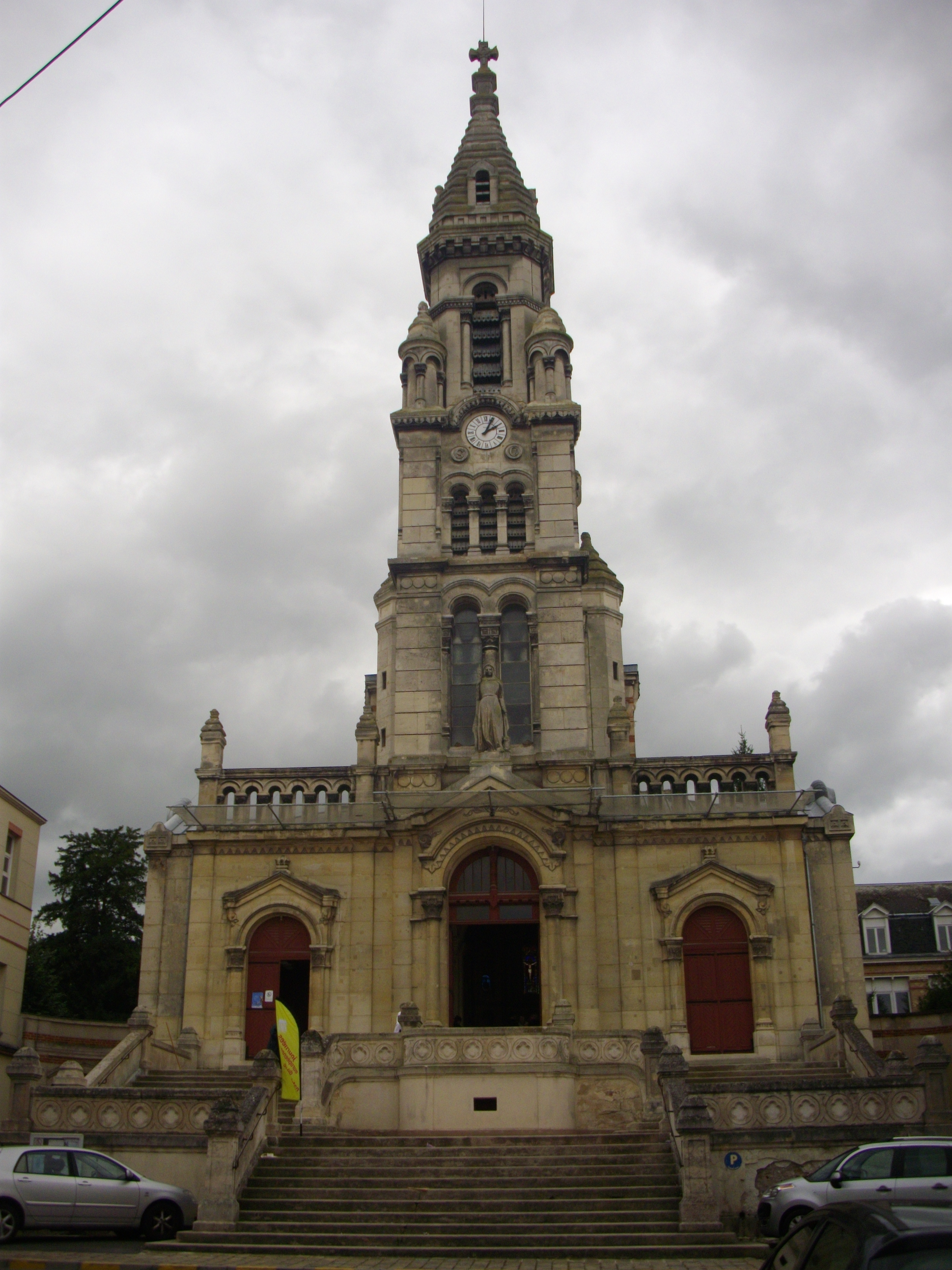
Entrée de l'église
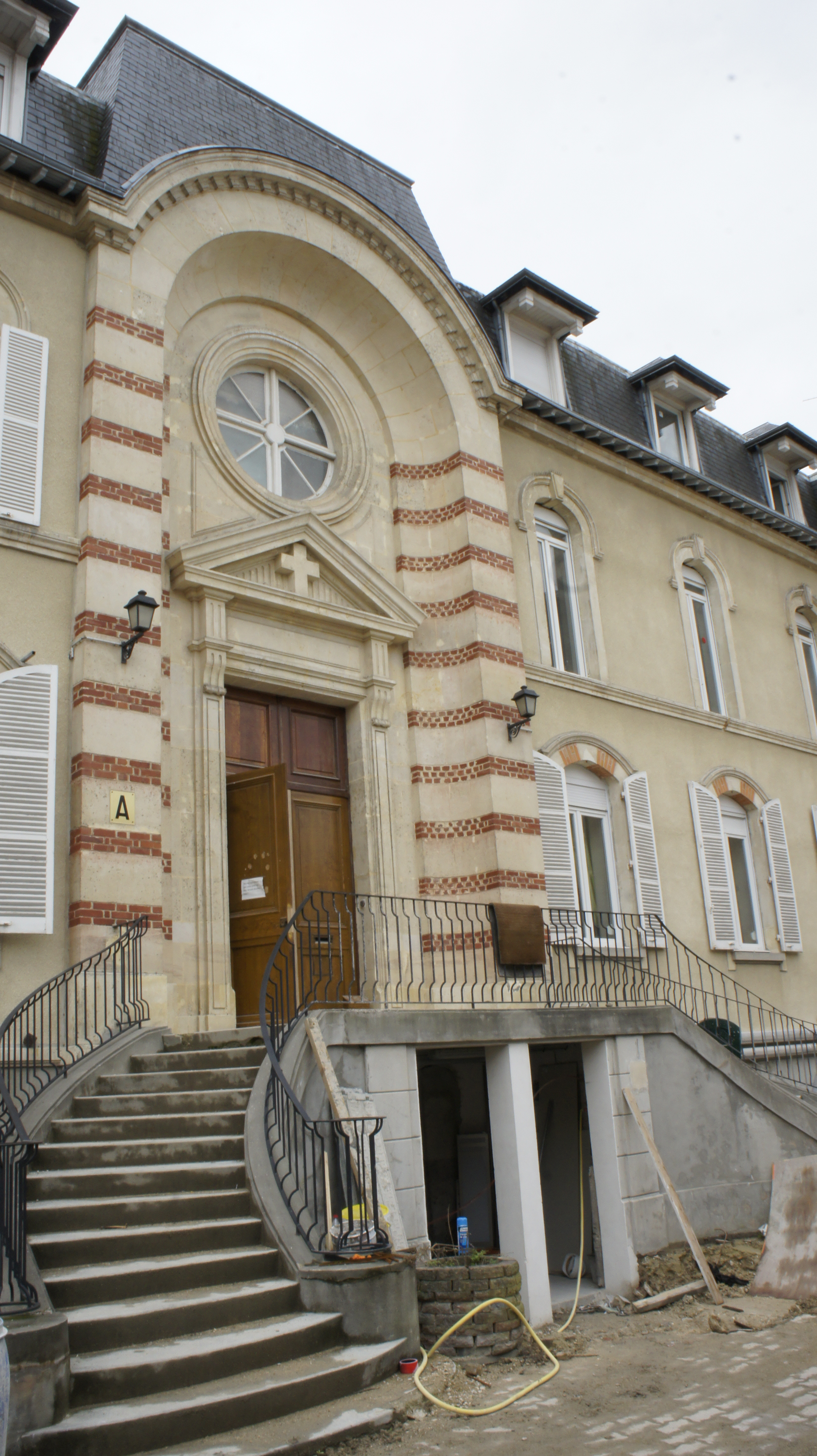
et de l'école.